# Національний парк Лос-Гласьярес
Національний парк Лос-Гласья́рес (ісп. Parque Nacional Los Glaciares) — національний парк в Аргентині, розташований в провінції Санта-Крус.
Площа парку становить 4459 км². У 1981 році парк включили до списку Світової спадщини ЮНЕСКО. Сам національний парк створено в 1937, це другий за розміром парк Аргентини. Назва парку (від ісп. glaciares — «льодовики») походить від гігантського Патагонського льодовикового щита в Андах, де лежать 47 великих льодовиків, з яких 13 спускаються в Атлантичний океан. Цей льодовиковий щит є найбільшим за межами Антарктиди і Гренландії. У решті районів світу льодовики починаються на висотах від 2500 м над рівнем моря, але тут вони починаються з висот 1500 м, спускаючись до рівня моря.
Територія парку, що на 30% вкрита льодом, поділяється на дві частини, кожна з яких належить до свого озера. Найбільше в Аргентині озеро Архентіно (площа 1466 км²) лежить у південній частині парку, а озеро В'єдма (площа 1100 км²) — у північній. Обидва озера живлять річку Санта-Крус, яка стікає до Атлантичного океану. Між цими двома частинами є закрита для туристів Центральна зона (ісп. Zona Centro), в якій озер немає.
Північна половина парку включає частину озера В'єдма, льодовик В'єдма, невеликі льодовики та декілька гірських піків, популярних серед альпіністів і гірських туристів, зокрема Серро-Торре.
Південна половина парку разом з невеликими льодовиками включає основні льодовики, що стікають в озеро Архентіно: Періто-Морено, Упсала і Спегацціні. Звичайна екскурсія на човнах включає огляд недоступних іншим способом льодовиків Упсала і Спегацціні. До льодовика Періто-Морено можна добратися по суші.
Парк Лос-Гласьярес є популярним місцем призначення в міжнародному туризмі. Тури починаються в селищі Ель-Калафате, розташованому на озері Архентіно, і в селищі Ель-Чальтен, що лежить у північній частині парку біля підніжжя гори Фіцрой.
Анди стримують велику частину вологи від Тихого океану, що створює сухий степовий клімат на аргентинській стороні хребта, середньорічна температура становить 7,5 °C. У районі мешкають нанду, гуанако, пуми і сірі лисиці, які перебувають під загрозою зникнення через розвиток тваринництва. У парку також мешкає безліч видів птахів. Між льодовиками і патагонськими степами лежить район родючих земель, де росте ліс, що складається в основному з різних видів беріз. У цих районах мешкають олені і качки.

## Виноски
1. ↑  UNEP-WCMC Protected Areas Programme, Los Glaciares National Park. Архів оригіналу за 15 листопада 2008. Процитовано 5 грудня 2008.